# 袁鍾秀
袁鍾秀（1701年—？年），字耘嵋，號芝田，江西省信豐縣人。清朝官員。

## 生平
雍正十年（1732年）壬子科舉人。乾隆元年（1736年）丙辰科進士。乾隆九年（1744年）任四川鄰水縣知縣。移修潾山書院於鄰水縣北街，並將充公田四處作為其學田。乾隆二十四年（1759年）三月再次任鄰水縣知縣。